# Les Pieds sous la table

Les Pieds sous la table est un court métrage de Marc-Henri Dufresne et François Morel qui a obtenu la Mention Spéciale du Jury au Festival international du court-métrage de Clermont-Ferrand de 1994.

## Synopsis
Le film décrit la triste vie monotone et chronométrée de deux voisins veufs au moment du déjeuner.
Maurice et Lucien vivent tous les deux dans la même rue. L’un est célibataire, l’autre veuf. Quand Lucien a perdu sa femme, Maurice lui a dit "Vous viendrez manger à la maison, Lucien". Depuis, Lucien vient chaque jour...

## Distribution
- Hubert Deschamps : Maurice
- Jérôme Deschamps : Lucien